# Gneo Petreio
Gneo Petreio (fl. II secolo a.C.) è stato un generale romano.
Le uniche notizie sulla sua vita ci sono date da Plinio il Vecchio nel XXII libro della Naturalis Historia. Secondo Plinio, Petreio ricevette l'onorificenza della corona di gramigna, per aver compiuto un atto di eroismo durante la Guerra contro Cimbri e Teutoni. 
Durante una spedizione contro i Cimbri nelle foreste svizzere fece presente al comandante della legione in cui prestava servizio che secondo lui si stavano dirigendo verso un'imboscata dei nemici, ma il comandante non gli diede ascolto. Petreio decise allora di ucciderlo e di prendere il comando della legione, riuscendo appena in tempo a farla schierare e a tenerla pronta per l'attacco dei Cimbri che arrivò poco dopo. Grazie alla sua prontezza e al suo coraggio la legione sconfisse così i nemici.